# Lawina błotna w Mocoa (2017)
Lawina w Mocoa – lawina błotna, która zeszła 1 kwietnia 2017 w mieście Mocoa, w południowo-zachodniej Kolumbii.
Lawina została spowodowana obfitymi opadami deszczu, które nastąpiły przed kataklizmem. Doszło do wylania trzech okolicznych rzek ponad 30-tys. Mocoa, stolicy departamentu Putumayo. Na skutek nocnego zejścia lawiny na zabudowania zginęły 332 osoby, a ponad 400 osób odniosło obrażenia. Zniszczonych zostało 300 gospodarstw.